# 全日本少年武道錬成大会
全日本少年少女武道錬成大会（ぜんにほんしょうねんしょうじょぶどうれんせいたいかい）は、7月下旬～8月上旬に行われる小中学生の武道大会である。日本武道館と各武道連盟が主催している。会場は全て日本武道館。

## 大会一覧
- 全日本少年武道（柔道）錬成大会
- 全日本少年武道（剣道）錬成大会
- 全日本少年武道（弓道）錬成大会
- 全日本少年武道（空手道）錬成大会
- 全日本少年武道（合気道）錬成大会
- 全日本少年武道（少林寺拳法）錬成大会
- 全日本少年武道（なぎなた）錬成大会
- 全日本少年武道（銃剣道）錬成大会